# Beraba moema
Beraba moema là một loài bọ cánh cứng trong họ Cerambycidae.